# Davy One
 (décembre 2024).
La mise en forme du texte ne suit pas les recommandations de Wikipédia : il faut le « wikifier ».
Les points d'amélioration suivants sont les cas les plus fréquents. Le détail des points à revoir est peut-être précisé sur la page de discussion.
- Les titres sont pré-formatés par le logiciel. Ils ne sont ni en capitales, ni en gras.
- Le texte ne doit pas être écrit en capitales (les noms de famille non plus), ni en gras, ni en italique, ni en « petit »…
- Le gras n'est utilisé que pour surligner le titre de l'article dans l'introduction, une seule fois.
- L'italique est rarement utilisé : mots en langue étrangère, titres d'œuvres, noms de bateaux, etc.
- Les citations ne sont pas en italique mais en corps de texte normal. Elles sont entourées par des guillemets français : « et ».
- Les listes à puces sont à éviter, des paragraphes rédigés étant largement préférés. Les tableaux sont à réserver à la présentation de données structurées (résultats, etc.).
- Les appels de note de bas de page (petits chiffres en exposant, introduits par l'outil «  Source ») sont à placer entre la fin de phrase et le point final[comme ça].
- Les liens internes (vers d'autres articles de Wikipédia) sont à choisir avec parcimonie. Créez des liens vers des articles approfondissant le sujet. Les termes génériques sans rapport avec le sujet sont à éviter, ainsi que les répétitions de liens vers un même terme.
- Les liens externes sont à placer uniquement dans une section « Liens externes », à la fin de l'article. Ces liens sont à choisir avec parcimonie suivant les règles définies. Si un lien sert de source à l'article, son insertion dans le texte est à faire par les notes de bas de page.
- La présentation des références doit suivre les conventions bibliographiques. Il est recommandé d'utiliser les modèles {{Ouvrage}}, {{Chapitre}}, {{Article}}, {{Lien web}} et/ou {{Bibliographie}}. Le mode d'édition visuel peut mettre en forme automatiquement les références.
- Insérer une infobox (cadre d'informations à droite) n'est pas obligatoire pour parachever la mise en page.

Pour une aide détaillée, merci de consulter Aide:Wikification.
Si vous pensez que ces points ont été résolus, vous pouvez retirer ce bandeau et améliorer la mise en forme d'un autre article.
Pour les articles homonymes, voir Davy.
Davy One, de son vrai nom Dayvonn Dautruche, est un compositeur de musique, beatmaker et chanteur français né le 30 avril 2002.

## Biographie

### Jeunesse et éducation
D'origine ivoirienne et haïtienne, Davy One est déscolarisé à 16 ans.

### Carrière
Après avoir composé dans l'ombre pour des artistes tels que Wejdene, Maes, Rsko ou Leto, en 2021, il commence une carrière solo.
Le 24 avril 2022, il sort son premier EP, Prémices, qui inclut des titres aux styles variés, allant du R&B à la drill.
En 2023, après avoir co-composé le hit Coco de Wejdene, avec les beatmakers Tom et Chulo, ils enchainent avec le hit Bolingo de Franglish.
Le 1er novembre 2024, il se produit pour son premier concert à La Cigale.

## Discographie

### En tant que compositeur
Liste non exhaustive.
- 2016 : Freestyle #HorsSerie1 de 4Keus Gang
- 2017 : Flexin de 4Keus Gang
- 2017 : Freestyle #HorsSerie2 de 4Keus Gang
- 2017 : Flex de 4Keus Gang
- 2017 : Sale idée de 4Keus Gang
- 2018 : Ahou de Kalash Criminel sur l'album La Fosse aux lions
- 2020 : Booska BÉBÉ de Naza
- 2020 : Coco de Wejdene sur l'album 16 Diamant[5]
- 2020 : Bob Marley de Prototype feat. Tiakola
- 2021 : 10H pétantes de Rsko
- 2021 : Mozart Capitaine Jackson (Episode 1) de Leto Or[5]
- 2021: 1, 2, 3 de Wejdene sur l'album 16
- 2021: H24 de Eva sur l'album Happiness
- 2021 : Millions D'Follow de Eva sur l'album Happiness
- 2021 : R.A.F de PLK sur l'album Enna Platine[5]
- 2021 : Intérimaire de Yaro
- 2022 : Big Meetch de Genezio
- 2022: Bobo de Har2nok feat. Davy One
- 2022: Mayday de Tiakola
- 2022 : Où sont mes amis ? de Chily feat. Tiakola
- 2022 : Bébé Na Bébé de Chily feat. Leto
- 2022 : Ma copine de Chily
- 2022 : Les yeux de Yaro
- 2022 : 8.10 de Wejdene sur l'album Glow Up
- 2023 : Bolingo de Franglish sur l'album MOOD3 Platine[5]
- 2023: Plan de Rsko feat. Highlyy (en) sur l'album Memory
- 2024 : CHANGER LES IDÉES de Genezio
- 2024 : DOULEURS de Genezio
- 2024 : PAPOTÉ de Genezio feat. Naza
- 2024 : Ils se demandent de Denden Or[5]
- 2024: Faut doser de Denden
- 2025 : Padtal de Denden
- 2025 : J'AIME de Genezio feat. Leto et La Mano 1.9
- 2025: LA MEILLEURE de Genezio feat. Kalash
- 2025: Obligée de Angelcy sur l'album Obligée

### En tant que chanteur
Sauf indication contraire, il est également crédité en tant que compositeur sur ses chansons.

#### Singles
- 2021 : Docile
- 2022 : Hotel Room - 29
- 2022 : Hotel Room - 04
- 2022 : Hotel Room - 22
- 2022 : Bourbier feat. Liim's
- 2023 : Bloqué
- 2024 : 90
- 2024 : COCKPIT
- 2024 : De L'or
- 2024 : De L'air
- 2024 : De Lourd
- 2024 : J'ai
- 2024 : MANIFESTER
- 2024 : Qui Aura Tort ?
- 2024 : Moi
- 2024 : Rouler
- 2024 : Couler
- 2024 : Véritable
- 2024 : Bulles De Bonheur
- 2024 : F1
- 2024 : J'aime pas trop fifa feat. Wonkaaash
- 2024 : Surprise
- 2024 : Jardin d'Eden
- 2024 : Jeu De Jambes
- 2024 : Botcho Y Est
- 2024 : Tout ce qu'il faut
- 2024 : I 1111 You
- 2024 : TOTALI
- 2024 : Quand Tu Mentais
- 2024 : Tete En L'air
- 2024 : Ca m'a sauvé des sales salaires
- 2024 : Ya Pas Drecette
- 2024 : Deso Baby Jdois Mailler
- 2024 : Coeur Dans La Lave
- 2024 : On Va Diner
- 2024 : Arrete De Penser
- 2024 : Cascadé feat. AnanasKelem
- 2024 : PARLEZ PAS
- 2024 : Pour Moi feat. Cleo
- 2024 : Faut Que Je Feel
- 2024 : CADEAU PAPA
- 2024 : Là-bas
- 2024 : Plus De Calèges
- 2024 : Qui ?
- 2024 : Kissa Peuète
- 2024 : Je Serais Là
- 2024 : Boumboumboum
- 2024 : Soukali
- 2024 : Tant De Larmes
- 2024 : Donnons Nous Plus D'amouuuuuuuuuureuuuuuhh
- 2024 : clopeS aromatiséeS
- 2024 : Je Suis Un Mystère
- 2024 : Crise identitaire
- 2024 : On Arrangera
- 2024 : J'ai Changé
- 2024 : Faut Tout Évacuer feat. Cleo
- 2024 : M'assassine
- 2024 : Mal Avec Moi
- 2024 : Mal Avec Tout
- 2024 : Vie
- 2024 : Showtime
- 2024 : Mal au mental
- 2024 : Chargé
- 2024 : Kit Anomymat
- 2024: Ma Chère Michelle
- 2024: On Va S'évader
- 2024: Tout un fromage
- 2024: Je vais mieux feat. AnanasKelem
- 2024: Gimik Kipik
- 2024: AU REVOIR
- 2024: Karaté
- 2024: Jus De Pomme
- 2024: Allo
- 2024: Fais tes lacets
- 2024: Mains en l'air
- 2024: Nintendo
- 2024: Moni
- 2024: Battle
- 2024: Dingue x4
- 2024: Pose des qst
- 2024: On a fait
- 2024: Espoir feat. Lossa
- 2024: Cerf volant
- 2024: T'es Une Etoile
- 2024: Loin c pas si loin
- 2024: Haut
- 2024: Hobbit feat. Genezio
- 2024: Enfant caché'
- 2024: Gros son'
- 2024: Hulahoop
- 2024: Tu me choques
- 2025: WIN WIN
- 2025: Me Haces Llorar

#### Collaborations
- 2022 : Laisse ça de Ysos feat. Davy One
- 2025: C C'KE JE CROYAIS de AnanasKelem feat. Davy One